# Dołni cziflik (gmina)
Dołni cziflik (bułg.: Община Долни чифлик)  − gmina we wschodniej Bułgarii, w obwodzie Warna.

## Miejscowości
Miejscowości wchodzące w skład gminy Dołni cziflik:
- Bułair (bułg.: Булаир),
- Byrdarewo (bułg.: Бърдарево),
- Detelina (bułg.: Детелина),
- Dołni cziflik (bułg.: Долни чифлик) - siedziba gminy,
- Golica (bułg.: Голица),
- Goren cziflik (bułg.: Горен чифлик),
- Grozdjowo (bułg.: Гроздьово),
- Junec (bułg.: Юнец),
- Kriwini (bułg.: Кривини),
- Nowa Szipka (bułg.: Нова Шипка),
- Nowo Orjachowo (bułg.: Ново Оряхово),
- Pczełnik (bułg.: Пчелник),
- Rudnik (bułg.: Рудник),
- Sołnik (bułg.: Солник),
- Staro Orjachowo (bułg.: Старо Оряхово),
- Szkorpiłowci (bułg.: Шкорпиловци),
- Wenelin (bułg.: Венелин).